# Mel Brooks
Mel Brooks (născut Melvin Kaminsky; n. 28 iunie 1926, New York City, New York, SUA) este un regizor, actor, scenarist și producător de film evreu-american.
Laureat al premiului Oscar. De-a lungul carierei sale a mai câștigat trei premii Emmy, trei premii Grammy, trei premii Tony și a fost nominalizat de patru ori pentru Globul de Aur.

## Biografie
Mel Brooks s-a născut în New York (cartierul Brooklyn), la 28 iunie 1926, într-o familie evreiască de proveniență germano-rusă, numele său real fiind Melvin Kaminsky. Tatăl său, Maximilian Kaminsky, era originar din portul baltic german Danzig (actualmente Gdansk, în Polonia), iar mama sa Kate Kaminsky (născută Brookman) era originară din Kiev.
În timpul celui de-al Doilea Război Mondial s-a înrolat în armata SUA, cu gradul de caporal.
După război, Mel Brooks a intrat în lumea show-bizz-ului, începând să cânte ca pianist și baterist în cluburile din New York. Cu această ocazie și-a ales pseudonimul Mel Brooks, pentru a se deosebi de trompetistul Max Kaminsky, celebru la acea vreme. A început apoi să apară pe scenă, precum și la câteve posturi de radio, ca „stand-up comic”.
Tot în acea perioadă, Mel Brooks a început să lucreze ca scenarist în show-bizz. Împreună cu Woody Allen, Neil Simon și alții, a scris scenarii pentru Sid Caesar’s Your Show of Shows, care a devenit ulterior Caesar’s Hour.
A lucrat împreună cu Buck Henry la realizarea seriei NBC‎ Get Smart, difuzată între 1965 - 1970.
Primul film realizat de Mel Brooks, The Critic, (un scurtmetraj de animație regizat de Ernest Pintoff) a primit un Premiu Oscar în anul 1963.
Mel Brooks s-a căsătorit în 1964 cu actrița Anne Bancroft (cu care a avut un fiu, Max Brooks, născut în 1972); cei doi au format o familie până la decesul actriței (2005).
Scenariul scris de Mel Brooks pentru filmul The Producers (Producătorii) a fost un mare succes, filmul câștigând Premiul Oscar pentru cel mai bun scenariu original în 1968. În timpul realizării acestui film l-a întâlnit pe actorul Gene Wilder cu care a colaborat ulterior, în multe din filmele sale.
În anul 1970, al doilea lungmetraj al lui Mel Brooks, The Twelve Chairs (Douăsprezece scaune), o ecranizare a nuvelei omonime scrise de Ilf și Petrov, nu a fost prea bine primit de către criticii de film de la Hollywood; a fost caracterizat ca fiind „prea evreiesc”.
Gene Wilder i-a propus în 1974 un scenariu original: Young Frankenstein (Tânărul Frankenstein), o parodie a filmului Frankenstein realizat în 1931. Acest film s-a numărat printre cele mai reușite din filmografia lui Mel Brooks. În rolul lui Igor a jucat Marty Feldman, restul distribuției fiind completat de Teri Garr, Cloris Leachman și Peter Boyle. Într-un rol secundar, cel al pustnicului orb, a apărut Gene Hackman.

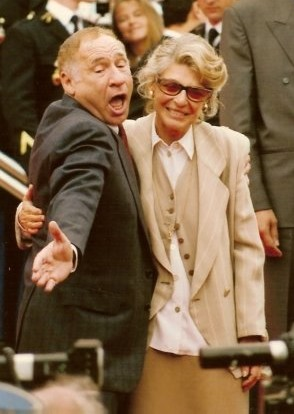
Mel Brooks și soția sa Anne Bancroft la Festivalul de Film de la Cannes din 1991

În 1976, Mel Brooks a avut un nou mare succes cu filmul Silent Movie (Comedie mută '77), pe care l-a realizat pornind de la o idee îndrăzneață: primul lungmetraj mut de comedie după patru decenii de la introducerea filmului sonor la Hollywood. Distribuția filmului i-a cuprins (în afara lui Mel Brooks, în rolul principal) pe Dom DeLuise, Marty Feldman, Sid Caesar și Bernadette Peters. De asemenea, în film au apărut (jucându-și propriile personaje) Paul Newman, Burt Reynolds, James Caan, Liza Minnelli, Anne Bancroft și, în mod ironic, Marcel Marceau, care rostește singura replică sonoră din acest film mut: „Non!”
Primul film realizat de Mel Brooks în calitate de producător unic a fost High Anxiety (Marea neliniște, 1977), o parodie a filmelor lui Alfred Hitchcock. Scenariul a fost scris de Brooks, Ron Clark, Rudy De Luca și Barry Levinson. În distribuție au figurat Brooks, Madeline Kahn, Cloris Leachman, Harvey Korman, Ron Carey, Howard Morris și Dick Van Patten. Filmul parodiază filmele clasice ale lui Hitchcock: Amețeala, Fascinație, Psycho, Păsările, La nord, prin nord-vest, Cu C de la Crimă și Suspiciune.
În 1987 a regizat filmul Spaceballs (Bilele spațiale), o parodie a filmelor SF, cu referințe îndeosebi la Star Wars. În acest film au jucat Bill Pullman, John Candy, Rick Moranis, Daphne Zuniga, Dick Van Patten, Joan Rivers, Dom DeLuise și, bineînțeles, Mel Brooks.
Mel Brooks a mai regizat filmele Life Stinks (Viață grea, 1991), Robin Hood: Men in Tights (Robin Hood: Bărbați în izmene, 1993) și Dracula: Dead and Loving It (Dracula: Un mort iubăreț, 1995).
În 2005 a avut un rol de voce în filmul animat Robots. A lucrat apoi la un serial de televiziune numit Spaceballs (continuare a filmului Spaceballs din 1987); premiera a avut loc la 21 septembrie 2008.

## Filmografie

### Regizor și scenarist
- Producătorii (The Producers, 1968, Premiul Oscar pentru cel mai bun scenariu original)
- Douăsprezece scaune (The Twelve Chairs, 1970)
- Șei în flăcări (Blazing Saddles, 1974)
- Tânărul Frankenstein (Young Frankenstein, 1974)
- Comedie mută '77 (Silent Movie, 1976)
- Marea neliniște (High Anxiety, 1977)
- Istoria lumii: partea I (History of the World, Part I, 1981)
- Bilele spațiale (Spaceballs, 1987)
- Viață grea (Life Stinks, 1991)
- Robin Hood: Bărbați în izmene (Robin Hood: Men in Tights, 1993)
- Dracula: Un mort iubăreț (Dracula: Dead and Loving It, 1995)

### Producător
- Marea neliniște (High Anxiety, 1977)
- Istoria lumii: partea I (History of the World, Part I, 1981)
- Bilele spațiale (Spaceballs, 1987)
- Viață grea (Life Stinks, 1991)
- Robin Hood: Bărbați în izmene (Robin Hood: Men in Tights, 1993)
- Dracula: Un mort iubăreț (Dracula: Dead and Loving It, 1995)

### Actor
- Douăsprezece scaune (The Twelve Chairs, 1970)
- Șei în flăcări (Blazing Saddles, 1974)
- Comedie mută '77 (Silent Movie, 1976)
- Marea neliniște (High Anxiety, 1977)
- Muppets la Hollywood (The Muppet Movie, 1979)
- Istoria lumii: partea I (History of the World, Part I, 1981)
- To Be or Not to Be⁠(d) (1983)
- Bilele spațiale (Spaceballs, 1987)
- Viață grea (Life Stinks, 1991)
- Robin Hood: Bărbați în izmene (Robin Hood: Men in Tights, 1993)
- Micuții șmecheri (1994)
- Dracula: Un mort iubăreț (Dracula: Dead and Loving It, 1995)
- Screw Loose⁠(d) (1999)

## Premii obținute
De-a lungul prodigioasei sale cariere artistice, Mel Brooks a fost recompensat cu mai multe premii de prestigiu, printre care:
- Premiul Oscar pentru cel mai bun scenariu original, pentru filmul The Producers (1968)
- Premiul Emmy pentru cel mai bun scenariu, The Sid Caesar, Imogene Coca, Carl Reiner and Howard Morris Special (1967)
- Premiul Emmy pentru cel mai bun actor invitat într-un serial de comedie, Mad About You, (1997-1999)
- Premiul Tony pentru cel mai bun musical, The Producers (musical) (2001)
- Premiul Tony pentru cel mai bun scenariu, The Producers (musical) (2001)
- Premiul Saturn pentru cel mai bun regizor, Young Frankenstein (1975)
- Premiul Grammy pentru cel mai bun album de comedie, 2000 Year Old Man (1999)
- Premiul Grammy pentru cea mai bună muzică într-un serial de comedie, Recording "The Producers": A Musical Romp with Mel Brooks (2002)
- Premiul Grammy pentru cel mai bun album înregistrat după un musical, The Producers (musical) (2002)